# Bichroma tenebrosa
Bichroma tenebrosa là một loài bướm đêm trong họ Geometridae.